# 牟禮站
牟禮站（日语：／ Mure eki */?）是位於長野縣上水内郡飯綱町，屬於信濃鐵道的北信濃線車站。

## 歷史
- 1888年（明治21年）5月1日 - 官設鐵道 關山站至田口站（現時為妙高高原站）之間開業，此站啟用[1][2][4]。
- 1909年（明治42年）10月12日 - 制定路線名稱，高崎站至新潟站之間名為信越線。
- 1914年（大正3年）6月1日 - 路線改名為信越本線。
- 1981年（昭和56年） - 結束貨物起卸業務[2]。
- 1987年（昭和62年）4月1日：伴隨國鐵分割民營化，車站由東日本旅客鐵道（JR東日本）營運[4]。
- 2015年（平成27年）3月14日 - 隨著北陸新幹線延伸至金澤[8][9]。此站由信濃鐵道管理[7]，同時車站業務委托了飯綱町負責[6]。
- 2022年11月27日，信濃鐵道與飯綱町的觀光協會共同舉辦牟禮站站房落成的100周年紀念活動[10][11][12]。

## 車站構造
本站是設有2面2線相對式月台的地面車站。各月台之間透過跨線橋連接。本站在2015年北陸新幹線啟用前是由豐野站管理的業務委託車站，當時設有綠色窗口。在信濃鐵道接管後，本站的業務委托飯綱町負責處理。
在國鐵民營化後，JR東日本長野分社計劃進行「一站一名物」計劃，於上下行月台設置了飯繩山飯繩三郎天狗傳説中的大天狗像模型。隨著模型老化，上行月台的模型在2006年撒走，下行月台的模型在2017年11月前撤走。同年12月，下行月台曾經放置模型的位置改為設置由藝術家田窪恭治製作的蘋果陶瓷紀念碑。而站內設有發車鐘設備。

### 月台
| 月台 | 路線      | 上下行 | 方向         |
| ---- | --------- | ------ | ------------ |
| 1    | ■北信濃線 | 下行   | 妙高高原方向 |
| 2    | ■北信濃線 | 上行   | 長野方向     |

- 信濃鐵道接管後才編排月台編號。
- 曾經在上下行線之間設有中線，以讓列車待避之用，現時部分中線已經撤走[2]。

#### 站房·跨線橋
- 站房建於1922年（大正11年）11月[17]。
- 跨線橋在1900年（明治33年）建成，為國內現時還使用的最古老跨線橋[注 2]。在1956年5月，該橋遷移至豐野站繼續使用[18]。在橋腳設置了「鉄道作業局 新橋工場製造 明治三十三年」的牌，橋樑的骨架使用了舊路軌[19]。

## 使用狀況
根據「JR東日本」的『各站乘車人鴳』（2014年度前）和『長野縣統計書』（2015年度後），以下為乘客人次變化
| 乘車人次變化 | 乘車人次變化    |
| 年度         | 1日平均乘車人次 |
| ------------ | --------------- |
| 2000         | 1,090           |
| 2001         | 1,036           |
| 2002         | 1,017           |
| 2003         | 987             |
| 2004         | 969             |
| 2005         | 904             |
| 2006         | 848             |
| 2007         | 857             |
| 2008         | 864             |
| 2009         | 838             |
| 2010         | 815             |
| 2011         | 785             |
| 2012         | 800             |
| 2013         | 767             |
| 2014         | 669             |
| 2015         |                 |
| 2016         | 738             |
| 2017         | 736             |

## 車站周邊
本站的乘客多集中在早上和黃昏，特別是來自北部高等學校的學生為主。
- 飯綱町公所（日语：飯綱町役場）[1]
- 長野縣北部高等學校（日语：長野県北部高等学校）[1]
- JA長野（日语：ながの農業協同組合） 飯綱分所
- 牟禮郵局
- 國道18號

## 巴士路線
在車站前設有巴士站。在2007年10月1日起，路線營運方法作出變更，除了12系統外，日間的只有需求性交通（3.5往返班次）。早上和黃昏使用大型巴士。在7、8時時段，來自長野的列車可方便地轉乘巴士前往各方向，而黃昏則相反，來自各地的巴士到達車站前巴士站可方便地轉乘前往長野的列車。
- 長電巴士（日语：長電バス）
  - 12（上行）福井團地、見晴、宇木、本鄉站、權堂、長野站
  - 12（下行）市政廳前、牟禮營業所
  - （沒有編號）地藏久保、飯綱渡假村/飯綱溫泉、奈良本、東柏原、溝口

※野尻湖方向的巴士從飯綱（牟禮）營業所出發

## 相鄰車站
信濃鐵道
■北信濃線
- 特別快速「輕井澤渡假」停車站

■普通（包括快速列車）
豐野－牟禮－古間

## 注腳

## 外部連結
- 牟禮站 （页面存档备份，存于）（信濃鐵道官方網站）